# Leichtathletik-Europameisterschaften 1946/5000 m der Männer

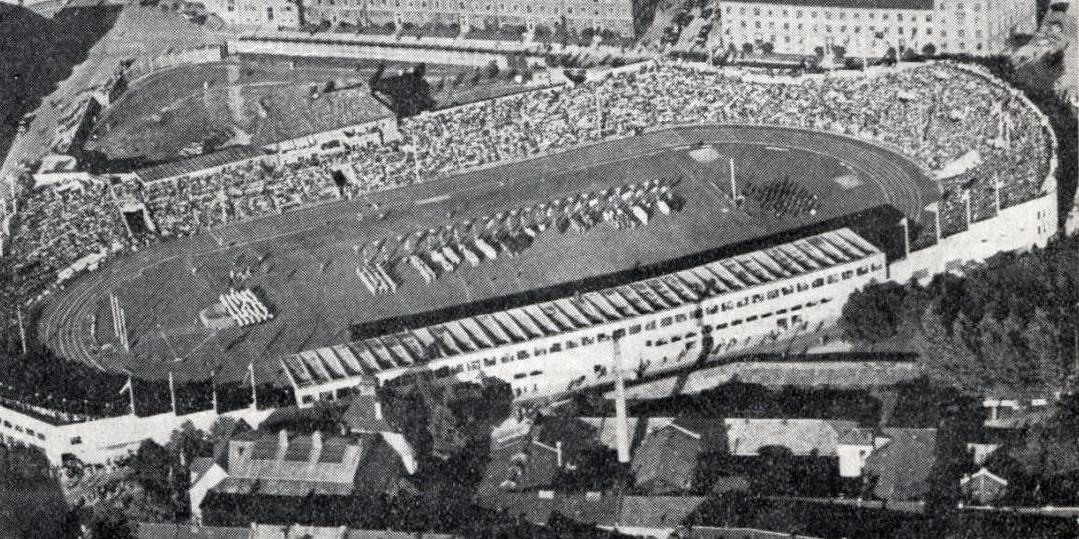
Das Bislett-Stadion in Oslo kurz nach den Europameisterschaften

Der 5000-Meter-Lauf der Männer bei den Leichtathletik-Europameisterschaften 1946 wurde am 23. August 1946 im Bislett-Stadion der norwegischen Hauptstadt Oslo ausgetragen.
Europameister wurde der Brite Sydney Wooderson, der bei den Europameisterschaften 1938 den 1500-Meter-Lauf gewonnen hatte. Er siegte vor dem Niederländer Willem Slijkhuis. Bronze ging an den Schweden Evert Nyberg.

## Rekorde

### Bestehende Rekorde
| Weltrekord           | 13:58,2 min | Gunder Hägg | Göteborg, Schweden   | 20. September 1942 |
| Europarekord         | 13:58,2 min | Gunder Hägg | Göteborg, Schweden   | 20. September 1942 |
| Meisterschaftsrekord | 14:26,8 min | Taisto Mäki | EM Paris, Frankreich | 4. September 1938  |

### Rekordverbesserungen
Im Rennen am 23. August gab es eine Verbesserung des bestehenden EM-Rekords und außerdem wurden vier Landesrekorde aufgestellt.
- Meisterschaftsrekord:
  - 14:08,6 min – Sydney Wooderson Großbritannien
- Landesrekorde:
  - 14:08,6 min – Sydney Wooderson Großbritannien
  - 14:14,0 min – Willem Slijkhuis Niederlande
  - 14:25,8 min – Emil Zátopek Tschechoslowakei
  - 15:00,6 min – Charles Heirendt Luxemburg

## Finale
23. August 1946, 15.10 Uhr

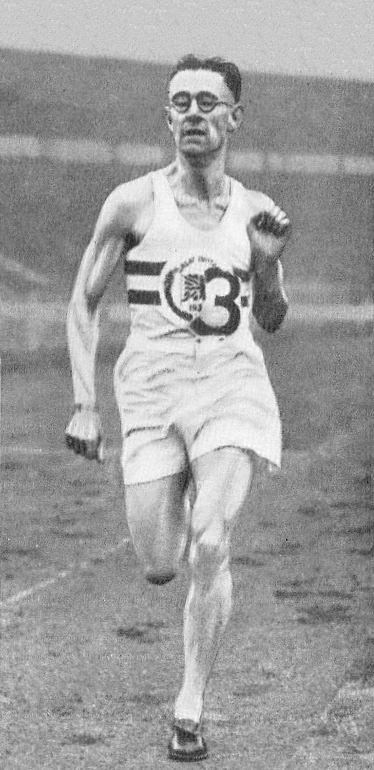
Europameister Sydney Charles Wooderson – er hatte 1938 bereits den EM-Titel über 1500 Meter errungen

In diesem Wettbewerb gab es keine Vorläufe. Die Teilnehmerzahl von achtzehn Läufern machte es möglich, dass alle Athleten gemeinsam zum Finale antraten.
| Platz | Name                 | Nation           | Zeit (min)    |
| ----- | -------------------- | ---------------- | ------------- |
| 1     | Sydney Wooderson     | Großbritannien   | 14:08,6 CR/NR |
| 2     | Willem Slijkhuis     | Niederlande      | 14:14,0 NR    |
| 3     | Evert Nyberg         | Schweden         | 14:23,2       |
| 4     | Viljo Heino          | Finnland         | 14:24,4       |
| 5     | Emil Zátopek         | Tschechoslowakei | 14:25,8 NR    |
| 6     | Gaston Reiff         | Belgien          | 14:45,8       |
| 7     | Rikard Greenfort     | Dänemark         | 14:46,0       |
| 8     | Raphaël Pujazon      | Frankreich       | 14:46,8       |
| 9     | René Breistroffer    | Frankreich       | 14:50,4       |
| 10    | Aage Poulsen         | Dänemark         | 14:53,6       |
| 11    | Charles Heirendt     | Luxemburg        | 15:00,6 NR    |
| 12    | Marcel Vandewattyne  | Belgien          | 15:08,0       |
| 13    | András Pataki        | Ungarn           | 15:33,6       |
| 14    | Leon Aasbø           | Norwegen         | 15:33,8       |
| DNF   | Napoleon Dzwonkowski | Polen            |               |
| DNF   | Helge Perälä         | Finnland         |               |
| DNF   | Åke Durkfeldt        | Schweden         |               |
| DNF   | Arnt Johan Røhme     | Norwegen         |               |

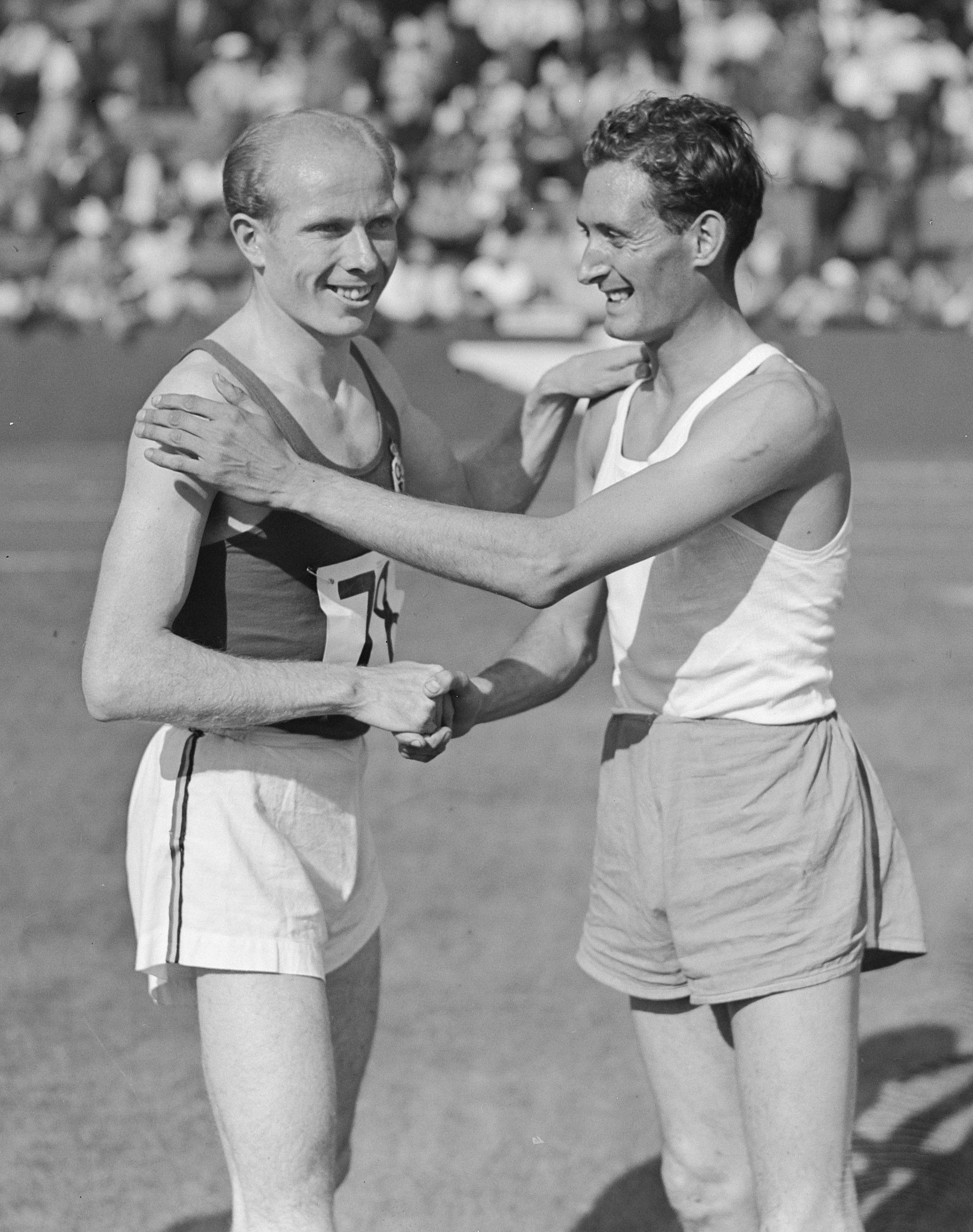
Vizeeuropameister Wim Slijkhuis (rechts) – hier zusammen mit Gaston Reiff, dem Führenden der Europa-Jahresbestenliste 1946, der in diesem Rennen Sechster wurde
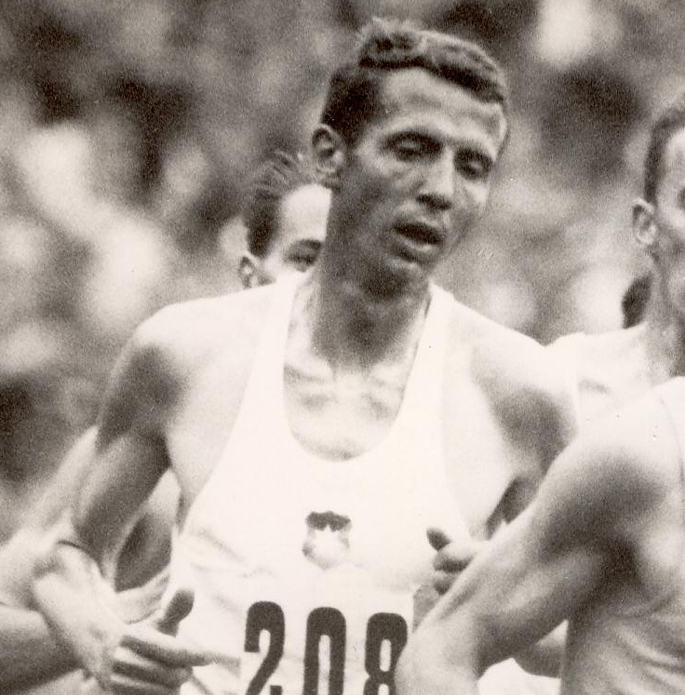
Bronzemedaillengewinner Evert Nyberg

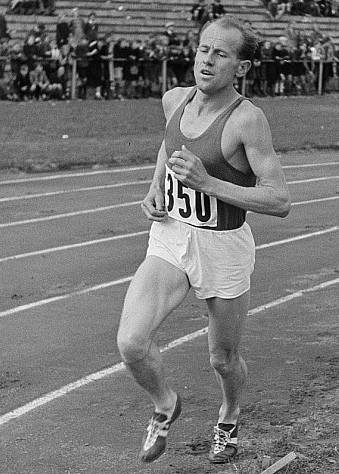
Der noch kaum bekannte Emil Zátopek belegte Rang fünf
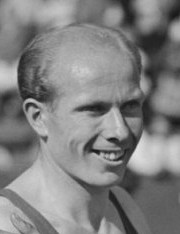
Mitfavorit Gaston Reiff wurde Sechster
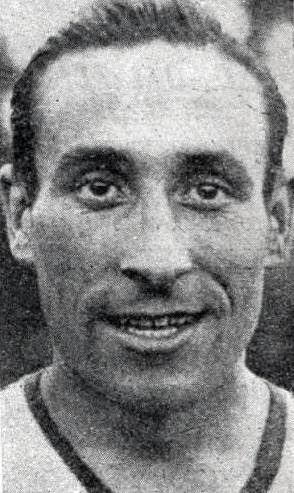
Raphaël Pujazon – zwei Tage später Sieger über 3000 Meter Hindernis – kam auf den achten Platz

## Videolinks
- Sydney Wooderson:1946 5000m European Ch Oslo, youtube.com, abgerufen am 21. Juni 2022
- NORWAY: SPORTS: First post-war European Games athletics meeting (1946), Bereich: 1:42 min bis 3:27 min, youtube.com (englisch), abgerufen am 21. Juni 2022